# Ken Baumann
Kenneth Robert „Ken“ Baumann (* 8. August 1989 in Urbana, Illinois) ist ein US-amerikanischer Schauspieler.

## Leben
Ken Baumann wuchs in Abilene, Texas auf. Dort besaß seine Familie eine Pferderanch. Er fing im Alter von elf Jahren mit dem Schauspielern an. Deswegen zog er nach New York. Mit 14 Jahren zog er dann nach Los Angeles. Von 2008 bis 2013 war er in der Rolle des Benjamin „Ben“ Boykewich in der US-Fernsehserie The Secret Life of the American Teenager zu sehen. Ebenso spielte er eine Gastrolle in Eli Stone und Castle.
Am 16. Juni 2012 heiratete er die Schauspielerin Aviva Farber in Malibu.

## Filmografie (Auswahl)
- 2008: Eli Stone (Fernsehserie, eine Folge)
- 2008–2013: The Secret Life of the American Teenager (Fernsehserie, 119 Folgen)
- 2010–2011: Castle (Fernsehserie, drei Folgen)
- 2013: Nennt mich verrückt! (Call Me Crazy: A Five Film, Fernsehfilm)